# Doscientos cuarenta y tres
- El número 243 es un número natural, escrito en el sistema decimal de numeración
- En la sucesión natural precede a 244 y sigue a 242
- En la numeración de base tres, se denota
- 100003
- En la base nueve, se escribe 3009

## Propiedades aritméticas

### Potencias
- Es un número impar, factorizable en potencias de tres.
- Es la quinta potencia de 3

### Divisibilidad
- Sus divisores propios son: 1, 3, 9, 27, 81
- Como no es igual a la suma de sus divisores propios no es un número perfecto.
- Los restos de división módulo 243 son: 0, 1, 2,..., 241, 242.

### Primalidad
- Es un número compuesto
- El número primo inmediato anterior a 243 es 241 ; y el primer primo inmediato posterior a él es 251[1]
- Le preceden 51 números primos desde 2 hasta 241[2]